# Tshepo Motsepe
Tshepo Motsepe, née le 17 juin 1953, est une personnalité féminine sud-africaine. Elle est depuis 15 février 2018, date de la prise de fonction de Cyril Ramaphosa, la Première dame de l'Afrique du Sud,,.

## Biographie

### Enfance et formations
Tshepo Motsepe est née à Soweto et élevée dans les villages ruraux de Mathibestad. Elle fait des études de médecine à l'université du KwaZulu-Natal, où elle obtient une licence de médecine et une licence de chirurgie. Elle est également titulaire d'un master en santé publique à la Harvard School of Public Health. En 2012, elle suit un programme de certification en entrepreneuriat social à la Gordon Institute of Business Science. Elle est l'actuelle présidente de l'African Self Help Trust, qui se concentre sur le développement et l'éducation de la petite enfance,.

### Carrière
Tshepo Motsepe travaille dans le secteur public et privé à Mmakau, Mahikeng, Johannesburg, Pretoria et au Zimbabwe. Elle est l'ancienne directrice adjointe de l'Institut de recherche sur la santé reproductive,.

## Famille
Tshepo Motsepe est mariée à Cyril Ramaphosa, président de la République d'Afrique du Sud. Le couple a quatre enfants. Elle est la troisième épouse de Cyril Ramaphosa. Elle est la sœur du milliardaire, magnat de l'industrie minière et président de la Confédération africaine de football Patrice Motsepe. Sa sœur Bridgette Radebe, épouse de Jeff Radebe, homme politique du Congrès national africain et ancien ministre de l'Énergie, est connue pour être la seule femme à la tête d’une industrie minière en Afrique du Sud,'.